# ماغاريا
ماغاريا (بالفرنسية: Magaria)‏ هي بلدية في النيجر، تقع في مكري، وهي عاصمتها، بلغ عدد سكانها 106,391 نسمة.